# ساموئل اس هیندز
ساموئل اس هیندز (انگلیسی: Samuel S. Hinds؛ ۴ آوریل ۱۸۷۵ – ۱۳ اکتبر ۱۹۴۸) یک هنرپیشه اهل ایالات متحده آمریکا بود.

## گزیده فیلمشناسی
از فیلم‌ها یا برنامه‌های تلویزیونی که وی در آن نقش داشته‌است می‌توان به آثار زیر اشاره کرد.
- خانمی برای یک روز (۱۹۳۳)
- میدان برکلی (فیلم) (۱۹۳۳)
- زنان کوچک (فیلم ۱۹۳۳) (۱۹۳۳)
- همایش در شهر (۱۹۳۳)
- پزشکان (فیلم ۱۹۳۴) (۱۹۳۴)
- ملودرام منهتن (۱۹۳۴)
- کلاه، کت و دستکش (۱۹۳۴)
- سکویا (فیلم) (۱۹۳۴)
- جهان‌های خصوصی (۱۹۳۵)
- خشم سیاه (فیلم) (۱۹۳۵)
- کلاغ سیاه (فیلم ۱۹۳۵) (۱۹۳۵)
- شی (فیلم ۱۹۳۵) (۱۹۳۵)
- دشمن قسم خورده (فیلم) (۱۹۳۶)
- راه بازگشت (۱۹۳۷)
- در صحنه (۱۹۳۷)
- پرواز آزمایشی (فیلم) (۱۹۳۸)
- نمی‌توانی این را با خودت ببری (۱۹۳۸)
- ریو (فیلم ۱۹۳۹) (۱۹۳۹)
- دستری دوباره می‌راند (۱۹۳۹)
- هفت گناهکار (فیلم ۱۹۴۰) (۱۹۴۰)
- شکوفه در غبار (۱۹۴۱)
- پیتسبرگ (فیلم ۱۹۴۲) (۱۹۴۲)
- فرزند خلف (۱۹۴۴)
- زن جنگل (۱۹۴۴)
- خیابان اسکارلت (۱۹۴۵)
- چه زندگی شگفت‌انگیزی (۱۹۴۶)